# Adobe Ultra
Adobe Ultra, do roku 2006 známá pod názvem Serious Magic Ultra Key, je již nevyvíjená vektorová klíčovací aplikace. Tato aplikace je jedna z mála v Adobe Creative Suite, která běží pouze na systému Windows.

## Historie
Aplikace byla nejdříve vyvíjena společností Serious magic. Tu v roce 2006 odkoupila společnost Adobe, pod kterou tedy přešel i vývoj. Téhož roku aplikace změnila i název – z někdejšího Serious Magic Ultra Key na dnešní Adobe Ultra.
Adobe Ultra byla jako samostatná aplikace distribuována s Adobe Creative Suite 3, která byla vydána v březnu 2007. Do Adobe Creative Suite 4 již zahrnuta nebyla. Po zrušení Adobe Ultra jako samostatného produktu byly funkce začleněny do dalších aplikací od společnosti Adobe – Adobe Visual Communicator, Adobe Premiere Elements a Adobe Premiere Pro.